# Chuột đen
Chuột đen (danh pháp hai phần: Rattus rattus) là một loài động vật gặm nhấm dài đuôi phổ biến của loài trong chi Rattus trong phân họ Murinae. Loài chuột này có nguồn gốc ở vùng nhiệt đới châu Á và lây lan qua vùng Cận Đông trong thời La Mã trước khi tới châu Âu vào thế kỷ 1 và lây lan với châu Âu trên toàn thế giới.
Con chuột đen lớn điển hình có chiều dài 32,4-46,4 cm, bao gồm đuôi dài 17–25 cm và can nặng 110-340 g. Mặc dù có tên gọi là chuột đen, loài này lại có một số hình thức màu sắc khác. Nó thường là màu đen đến nâu sáng với phía dười màu nhạt hơn. Trong những năm 1920 ở Anh, một chủng chuột đen được tạo ra và có màu cùng với chuột nâu.